# Emulsión asfáltica
Las emulsiones asfálticas son una mezcla de asfalto con agua que con el emulsificante una emulsión estable que permite tender las carpetas asfálticas "en frío", es decir, a temperaturas menores a 100 °C. 
Las desventajas de las emulsiones asfálticas son principalmente el tiempo de curado que estas requieren, la complicada química y reología que se desarrolla en las emulsiones, pues los compuestos químicos presentes en el asfalto como los asfaltenos y maltenos son variables y de diferente naturaleza química. 
Debido al mecanismo de fraguado, estas emulsiones comúnmente no logran una estabilidad aceptable con el agregado pétreo del asfalto, por ello son aplicables principalmente a caminos secundarios en los que la carga vehicular no es regular ni posee alto peso.
- Datos: Q5831856